# Peso (Covilhã)
Peso – wieś w Portugalii, od 2013 roku siedziba parafii Peso e Vales do Rio w gminie Covilhã.